# Epitonium trevelyanum
Epitonium trevelyanum är en snäckart som först beskrevs av W. Thompson 1840.  Epitonium trevelyanum ingår i släktet Epitonium, och familjen vindeltrappsnäckor. Arten är reproducerande i Sverige.